# 9К76 «Темп-С»
«Темп-С» (індекс ГРАУ — 9К76, за класифікацією НАТО — SS-12/SS-22 Scaleboard, за Договором РСМД — ОТР-22) — радянський мобільний оперативно-тактичний ракетний комплекс, фронтового рівня, розроблений в середині 1960-х років.
До складу компексу входила пускова установка 9П120, яка здійснювала запуск балістичної ракети 9М76Б.

## Історія
Розробка оперативно-тактичного ракетного комплексу «Темп-С» 9К76 з ракетою 9М76 була розпочата відповідно до постанови уряду № 934-405 від 5 вересня 1962 року. Постановою Радміну СРСР № 839-379 НДІ-1 доручалося створення ОТРК з твердопаливною ракетою «Темп», а ОКБ Волгоградського заводу № 221 «Барикади» і СКБ-1 Мінського автозаводу доручалося створення для комплексу пускової установки. Комплекс створений в НДІ-1 (рос. НИИ-1) (Московський Інститут Теплотехніки з 1967 р.) під керівництвом конструктора А. Д. Надірадзе.
У 1962 році за Постановою Радміну СРСР розпочато підготовку виробництва ракет 9М76 на Воткинском машинобудівному заводі № 235 (м. Воткінськ). Спільні випробування комплексу «Темп-С» і ракети проводилися на полігоні Капустин Яр з грудня 1963 по жовтень 1965 року. 14 березня 1964 р. проведений перший пуск ракети 9М76 «Темп-С» (дальність — 580 км). По 18 липня 1964 р виконано 5 пусків ракет (п'ятий пуск на дальність 850 км), з них 2 пуски — аварійні. Полігонні і військові випробування самохідної пускової установки (СПУ) 9П120 — 1964—1965 рр. Всього в ході випробувань на полігоні Капустін Яр проведені: льотні випробування ракети (29 пусків), перевірка готовностей СПУ (8 пусків) і транспортної машини (5 підготовок), підтримання готовності № 1 (11 ракет), великі і малі транспортні випробування ракет (7 ракет), ходові, транспортні та ресурсні випробування наземних агрегатів комплексу, денні і нічні марші СПУ і транспортних машин 9Т219.
29 грудня 1965 р. Постановою Ради Міністрів СРСР № 1139-382 комплекс 9К76 з ракетою 9М76Б прийнятий на озброєння Ракетних військ стратегічного призначення. У 1966 р. за створення ракетного комплексу 9К76 «Темп-С» Ленінської премії СРСР удостоєні головний конструктор НДІ-1 Олександр Давидович Надирадзе, конструктори-ракетники Лагутін Борис Миколайович і Гоголів Олександр Іванович. 1966 року почалось серійне виробництво СПУ комплексу на заводі «Барикади» (закінчення випуску — 1970 р.) Тоді ж розгорнуто серійне виробництво ракет на заводі № 235 у м. Воткинськ.
У 1967 р. комплекс розгорнуто в складі кількох окремих ракетних дивізіонів (полків) в структурі РВСП:
- 69-й ракетний полк — після передачі в сухопутні війська, став 124-й ракетною бригадою РВіА;
- 84-й ракетний полк (в/ч 82717) (с. Перевальне, Крим) — в 1969 р. після передачі в сухопутні війська, став 844-м окремим ракетним дивізіоном (Крим, м. Білогірськ);
- 101-й ракетний полк (в/ч 86343) (Свалява, Закарпатська область, з 1965 — Мукачево) — в 1968 р. після передачі в сухопутні війська, став 126-й ракетною бригадою РВіА.
- 115-й ракетний полк, 29-й РД (сел. Паплака, Латвійська РСР).

У 1968 році дивізіони комплексів «Темп-С» передані з РВСП в підпорядкування командуванню сухопутних військ.
7 листопада 1967 року СПУ комплексу «Темп-С» були вперше показані на параді на Червоній площі в Москві.
У 1983 році ракетні бригади, озброєні ОТР «Темп-С» були розміщені в ЗГВ (НДР) і ЦГВ (ЧССР) Збройних Сил СРСР в країнах соціалістичної співдружності. Передислокація ракетних бригад була проведена у відповідь на розміщення в Західній Європі американських ракет MGM-31C «Першинг-2» і BGM-109 «Томагавк».
У період з 1 січня 1988 р. по 25 липня 1989 р. ракети зняті з озброєння і знищені згідно з Договором про скорочення РСМД. В ході переговорів з підготовки до укладання Договору про скорочення РСМД комплекс «Темп-С» іменувався «ОТР-22».

## Ракета
9М76Б балістична ракета малої дальності, мобільного ракетного комплексу «Темп-С»:

Довжина — 12384 мм

Довжина 1-го ступеня — 4380 мм

Довжина 2-го ступені — 5370 мм 

Діаметр — 1010 мм

Діаметр максимальний — 1200 мм (зі складеними стабілізаторами)

Маса — 9300 кг в тому числі

Маса 1-ї ступені — 4160 кг

Маса 2-ї ступені — 4640 кг

Маса БЧ — 528 кг (9М76Б, БЧ АА-81)

Маса палива — 6880 кг

Маса системи управління — 200 кг

Дальність дії:
 — 580 км (1-й пуск в ході випробувань)
 — 850 км (5-й пуск в ході випробувань)

Мінімальна дальність — 220…300 км

Максимальна дальність — 800…900 км (дальність по ТТХ)

КВО: — 2000 м (за результатами випробувань і доробок першої модифікації)
 — 1000 м (9М76Б, пізньої серії)
 — 400—750 м

Час пуску з похідного стану — від 24-25 до 33 хв.
Бойова частина

- термоядерна БЧ АА-19 з зарядом «910» — (перебувала на озброєнні з 1965 по 1986 рр., Потужність 300 кт);

- ядерна БЧ АА-81 — штатна ядерна БЧ (перебувала на озброєнні в період з 1984 по 1988 рр., потужність 500 кт).
КонструкціяКількість ступенів — 2, розкриття аеродинамічних стабілізаторів другого ступеня відбувається при пуску ракети. Ракета складається з декількох відсіків — головна частина, приладовий відсік, другий ступінь з аеродинамічними стабілізаторами, перший ступінь.
Система управління і наведення
система управління ракети автономна інерціальна з використанням гіростабілізований платформи. На стартовому ділянці траєкторії коригування курсу проводиться поворотними соплами двигуна першого ступеня. Ґратчасті аеродинамічні стабілізатори служать для стабілізації ракети на атмосферному відрізку траєкторії (розкриваються під час старту, некеровані). Наведення ракети здійснюється прицілюванням на стартовому столі, аналогічно прицілюванню ракет 8К14 комплексу 9К72.
ДвигунРоботи зі створення РДТТ і власне ракети «Темп-С» розпочато після розробки в НДІ-125 (м. Дзержинський) під керівництвом Б. П. Жукова рецептури сумішевого твердого палива в 1961 р. Технічне завдання на створення двигуна з зарядом сумішевого твердого палива на поліуретановій основі ШЕУ-7ФГ масою 4000 кг сформульовано в травні 1962 р. Натурні випробування РДТТ пройшли вперше в листопаді 1962 р. Корпус двигуна виготовлений з склотканини методом намотування. 1963—1964 рр. освоєння дослідного виробництва зарядів на Павлоградському хімічному заводі, серійне виробництво зарядів для ракети 9М76 розпочато в 1965 р (моноблочні заряди 9Х118, сумішне паливо 9х12, метод — вільне лиття). Заряди 9Х118 (в склеєних варіанті) для двигуна ракети 9М76 розроблені в НДІ-125 під керівництвом Бориса Петровича Жукова. Серійне виробництво корпусів двигунів першого і другого ступенів ракети комплексу велося Петропавлівським заводом важкого машинобудування.
У 1965 р в НДО-1 (Софрінскій артилерійський полігон НДІ «Геодезія») розпочато вогнева стендова відпрацювання двигуна ракети «Темп-С».